# برج رسکت
برج رِسکِت ساری مربوط به سدهٔ ۵ ه‍.ق است و در شهر ساری، بخش دودانگه، روستای رسکت واقع شده و این اثر در تاریخ ۹ مرداد ۱۳۱۲ با شمارهٔ ثبت ۱۹۳ به‌عنوان یکی از آثار ملی ایران به ثبت رسیده‌است.

## دربارهٔ برج
در سال ۲۳۱ خورشیدی شهاب سنگی در این منطقه «دوآلِم» روستای رسکت سقوط کرد که به نام «شهاب سنگ اسپهبد شروین» خوانده شد.
برج در حدود سال ۴۰۲ هجری خورشیدی در نزدیکی محل سقوط این شهاب سنگ و در شیب تند کوهی سنگی بنا شده‌است.
معماران ابتدا با تراشیدن کوه حفره ای ایجاد کردند و سکوی آجری و بنا رو از درون حفره شروع به چیدمان کردند، به این سبب در مقابل زلزله‌های اتفاق افتاده مقاومت کرده‌است.
برج، آرامگاه چندین تن از شهریاران آل باوند است.
تا سال ۱۳۴۰ ه‍.خ در کف برج چندین پلکان به زیر برج راه داشت که از قرار گور دخمه و آرامگاه چندین شاه باوندی می‌باشد.
برج بنایی است با دو سقف پوششی مخروطی شلمجی، پلان مدور که شعاع داخلی آن ۲/۲۸ متر و شعاع خارجی آن ۳/۶ متر و قطر بدنهٔ آن ۱/۳۳ متر است. محیط ان در پایین ۱۴٫۷۵ متر است.
سکویی به ارتفاع ۲/۱۰ متر در نمای ورودی به چشم می‌خورد که در نمای شمال غربی هم سطح با شیب دامنه می‌شود. در برج بسمت شرق است.
حد فاصل قسمت فوقانی بدنه و آغاز گنبد برج با مقرنس کاری تزئین شده‌است
لبهٔ برج با ردیف مضاعفی از مقرنس‌های آجری مزیّن به نقوش گچبری آذین شده‌است.
در پایین این مقرنس‌ها کتیبه‌ای با شکوه بخطّ کوفی به کمک گچبری نقش شده‌است. دوسوم این کتیبه از میان رفته‌است. حروف کتیبه برنگ سفید بر زمینه‌ای به رنگ آبی جلوه گری می‌کند. مفاد کتیبه چنین است: «بسم الله الرحمن الرحیم.. قل هو اللّه احد اللّه الصمد لم یلد ولم یولد ولم یکن له کفواً احد. (سورهٔ ۱۱۲) بسم اللّه الرحمن الرحیم کلّ نفسِ ذائقه الموت …(سوره ۲۱، آیهٔ ۳۶ [کذا فی اصل].
بالای درِ کتیبه آجری نیز به خط پهلوی ساسانی و خط کوفی در روی آن به چشم می‌خورد که بسیار آسیب دیده‌است.
این کتیبه شامل چهار سطر است که سه سطر اول و نصف از سطر چهارم بخطّ کوفی ریحان مشابه خط کتیبهٔ فوقانی است.
توسط خطی عمودی به دو بخش تقسیم شده که یکی آیات قرآنی «لا اله إلاّ اللّه مخلصاً محمّد رسول اللّه صادقا» و دیگری مطالب تاریخی «هذه القبّه …» بجز این چند کلمه چیزی بر جای نمانده که بتوان خواند.
و نیم دیگر از سطر چهارم بخط پهلوی است که خط عمودی دیگری نوشته‌های کوفی را از متن پهلوی جدا ساخته‌است.
بر اساس نوشته‌ها و کتب تاریخی این برج در زمان:
آخرین پادشاه باوندیان کیوسیه کارن «قارن» دوم (۳۷۴ – ۴۲۱ ه‍.خ) و استیلای زیاریان بر منطقه ساخته شده‌است.

## شهاب سنگ شروین
بعد از سقوط شهاب سنگ در این منطقه «دوآلِم رسکت» کاخ و بادخان‌هایی عظیم، آتشکده بنیان شد که تا زمان حکومت اردشیر حسام الدوله باوند «سال ۶۰۰ ه‍. خ» پابرجا بود.

## نگارخانه

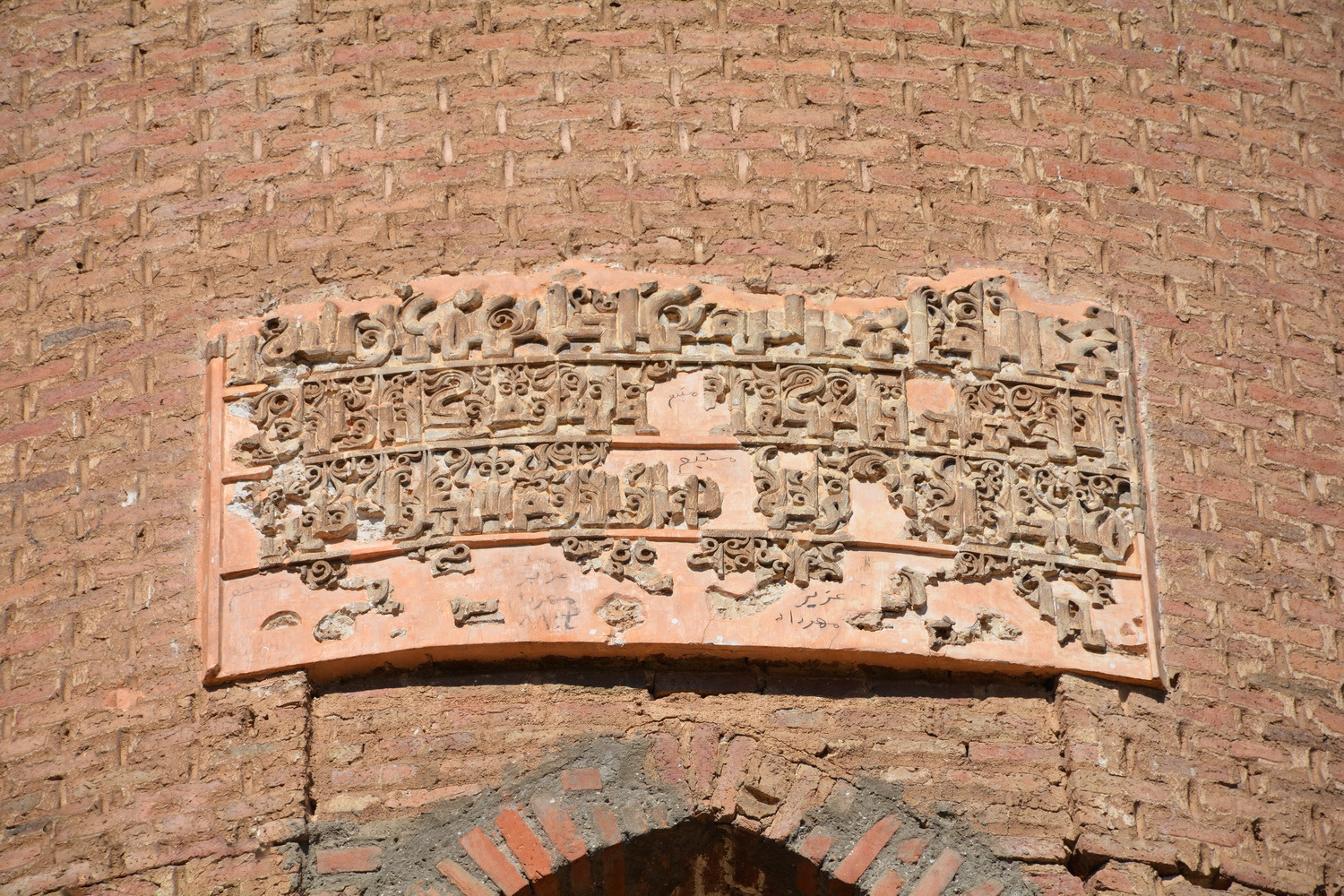
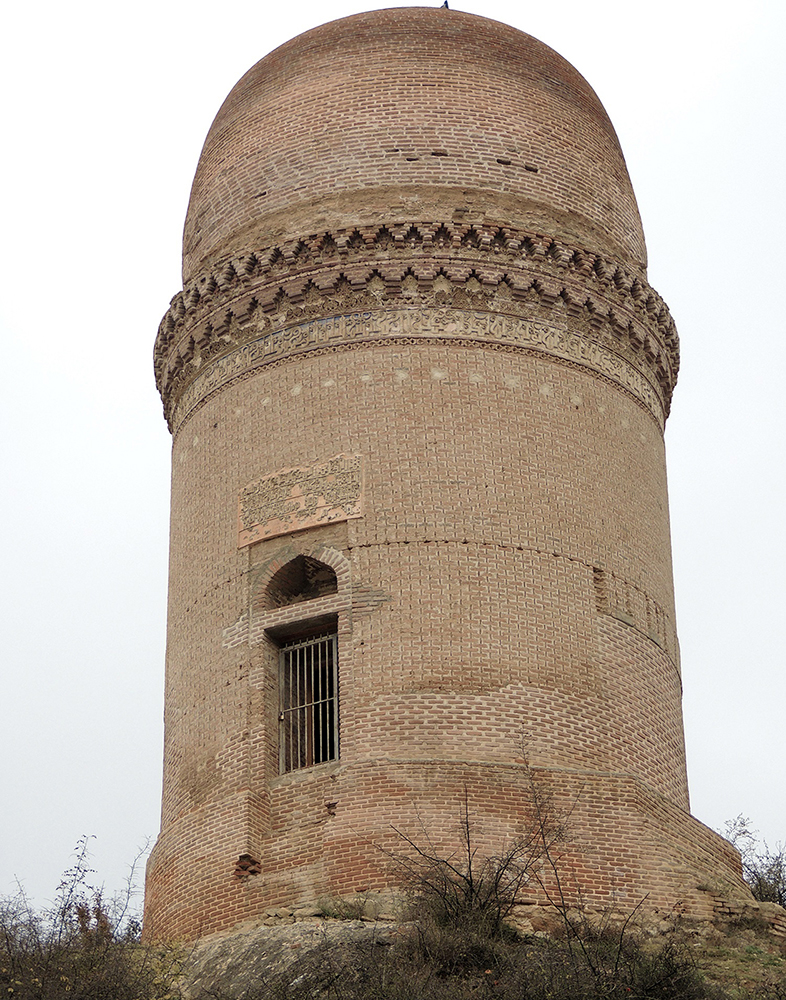
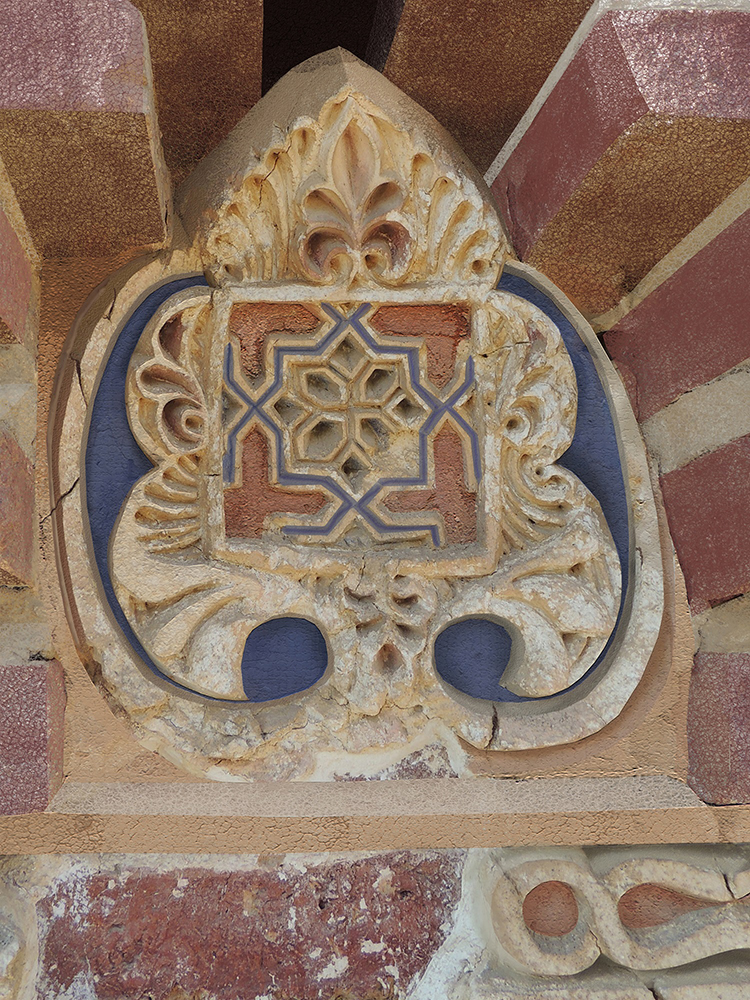
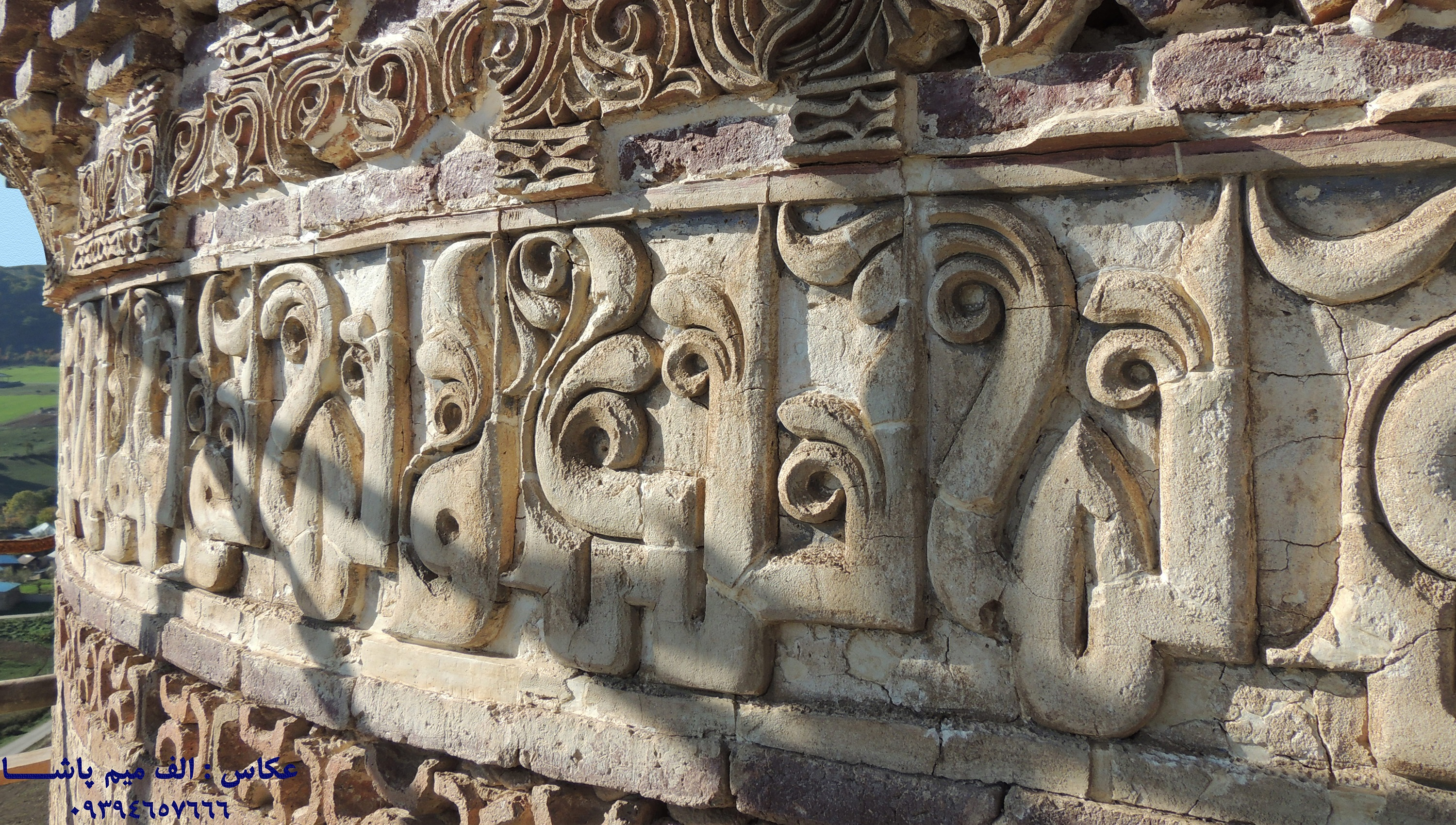